# Ettela'at
De Ettela'at (Perzisch: روزنامهٔ اطلاعات) is een Iraans dagblad, dat op 10 juli 1926 door senator Abbas Massoudi werd opgericht. Het is de oudste krant van Iran. De naam van de krant is Perzisch voor "informatie". De eerste editie had een oplage van 2000 stuks, hetgeen tot de jaren veertig werd uitgebreid tot 17.000 stuks. In april 2001 had de Ettela'at een oplage van meer dan 120.000 stuks.
De Ettela'at wordt geschreven vanuit een conservatief standpunt. Door de jaren heeft zij overwegend positief tegenover de Iraanse overheid en haar beleid gestaan. In augustus 1979 publiceerde de Ettela'at de door Jahangir Razmi gemaakte foto Firing Squad in Iran, die later bekroond werd met een Pulitzerprijs.